# Volutopsius

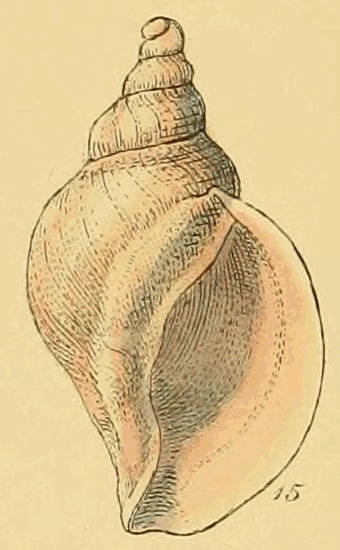
Vỏ Volutopsius norwegicus

Volutopsius là một chi ốc biển, là động vật thân mềm chân bụng sống ở biển trong họ Buccinidae.

## Các loài
Các loài thuộc chi Volutopsius gồm:
- Volutopsius castaneus [2]
- Volutopsius deformis (Reeve, 1847)[3]
- Volutopsius norvegicus [4]
- Volutopsius norwegicus (Gmelin, 1791)[5]